# موصل نحاسي

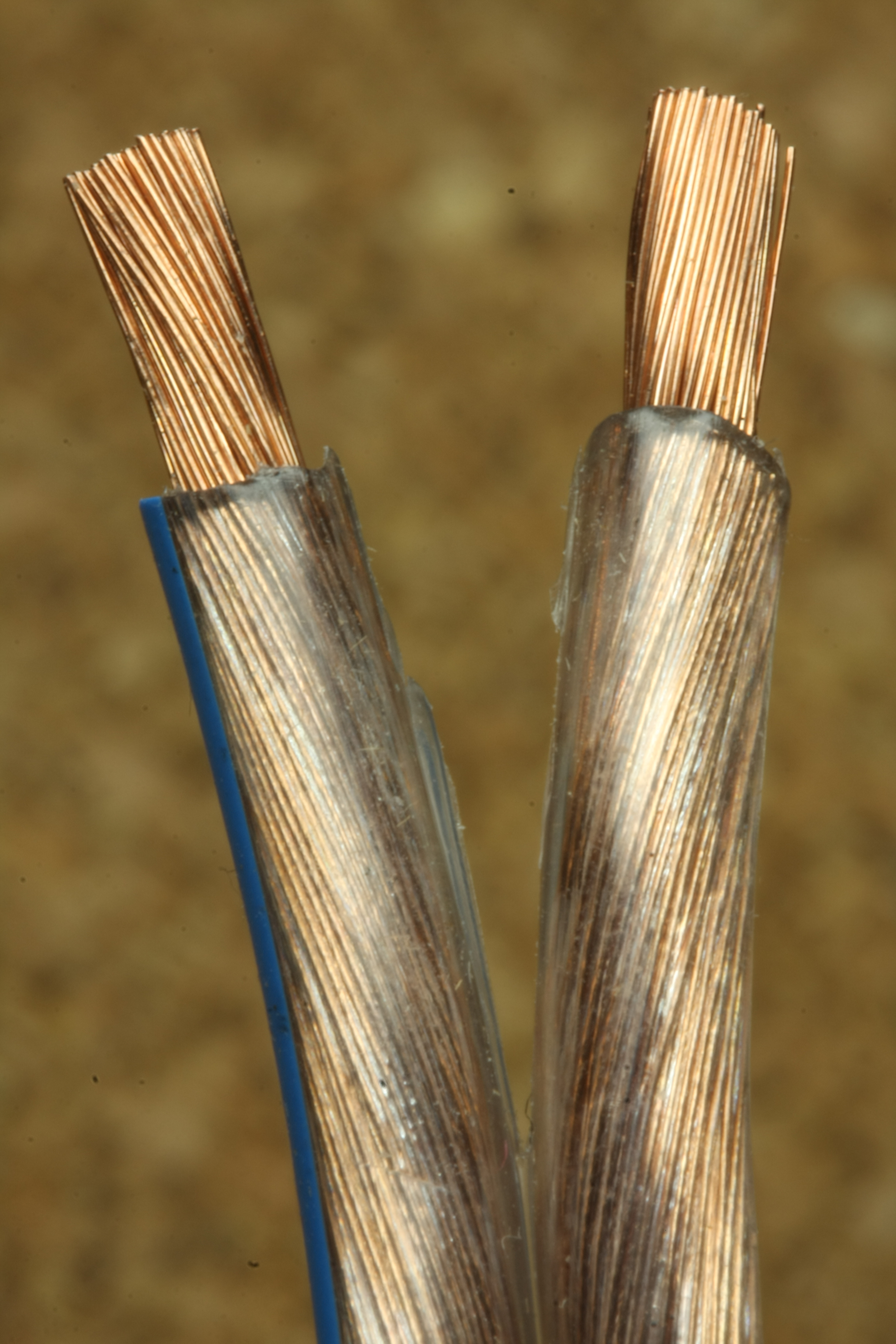
أسلاك نحاسية.

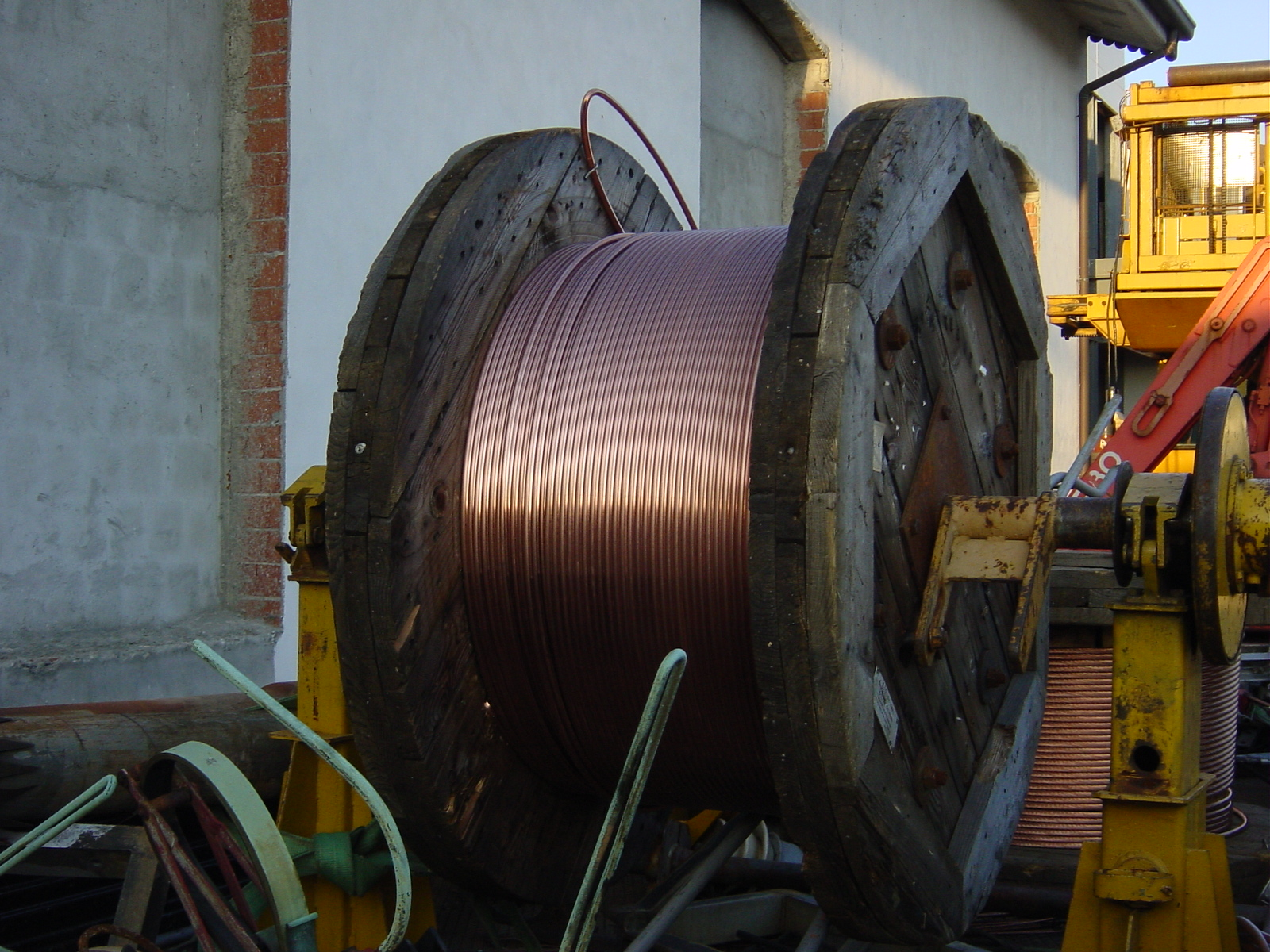
كابل نحاسي.

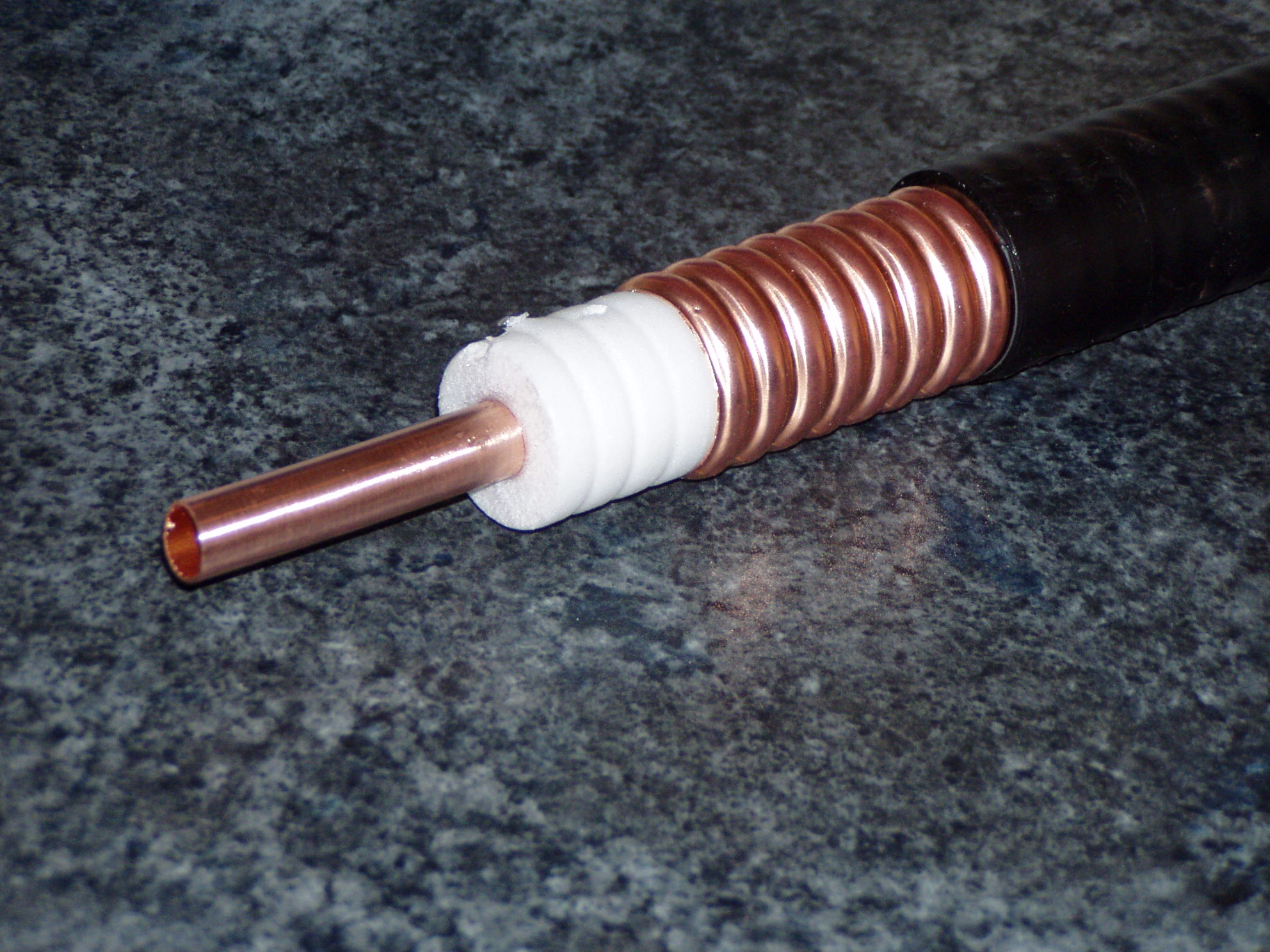
كابل محوري مصنوع من النحاس.

الموصل النحاسي استخدم النحاس في صناعة الأسلاك الكهربائية منذ اختراع المغناطيس الكهربي والبرقية في عشرينيات القرن التاسع عشر. وأدى اختراع التليفون في عام 1876م إلى زيادة الطلب على الأسلاك النحاسية كموصل كهربائي.
فاليوم، ورغم المنافسة من المواد الأخرى، فلا يزال النحاس هو الموصل الكهربائي المفضل من بين جميع فئات الأسلاك الكهربائية تقريبًا. على سبيل المثال، يستخدم السلك النحاسي في توليد الكهرباء ونقل الكهرباء وتوزيع الكهرباء والاتصال عن بعد والإلكترونيات ونظام الدوائر الكهربائية وأنواع لا تحصى من الآلات الكهربائية. وعلاوة على استخدامه في الموصلات الكهربائية، هناك تطبيقات كهربائية هامة للنحاس مثل الموصلات الكهربائية والشفرات اللونية للمقاومات الكهربائية.
لذا تُعد الأسلاك الكهربائية التي يتم مدها في المباني هي أهم سوق لصناعة النحاس. إذ يُستخدم تقريبًا نصف إنتاج النحاس في صناعة الأسلاك الكهربائية والكابلات الموصلة.

## خصائص النحاس المفيدة للأسلاك والكابلات الكهربائية
تعتمد جميع الأجهزة الكهربائية على الأسلاك النحاسية بسبب تعدد خصائصها الطبيعية المفيدة. حيث تم تلخيص معظم الخصائص الأكثر فائدة للتطبيقات الكهربائية هنا.

### خاصية التوصيل الكهربائية

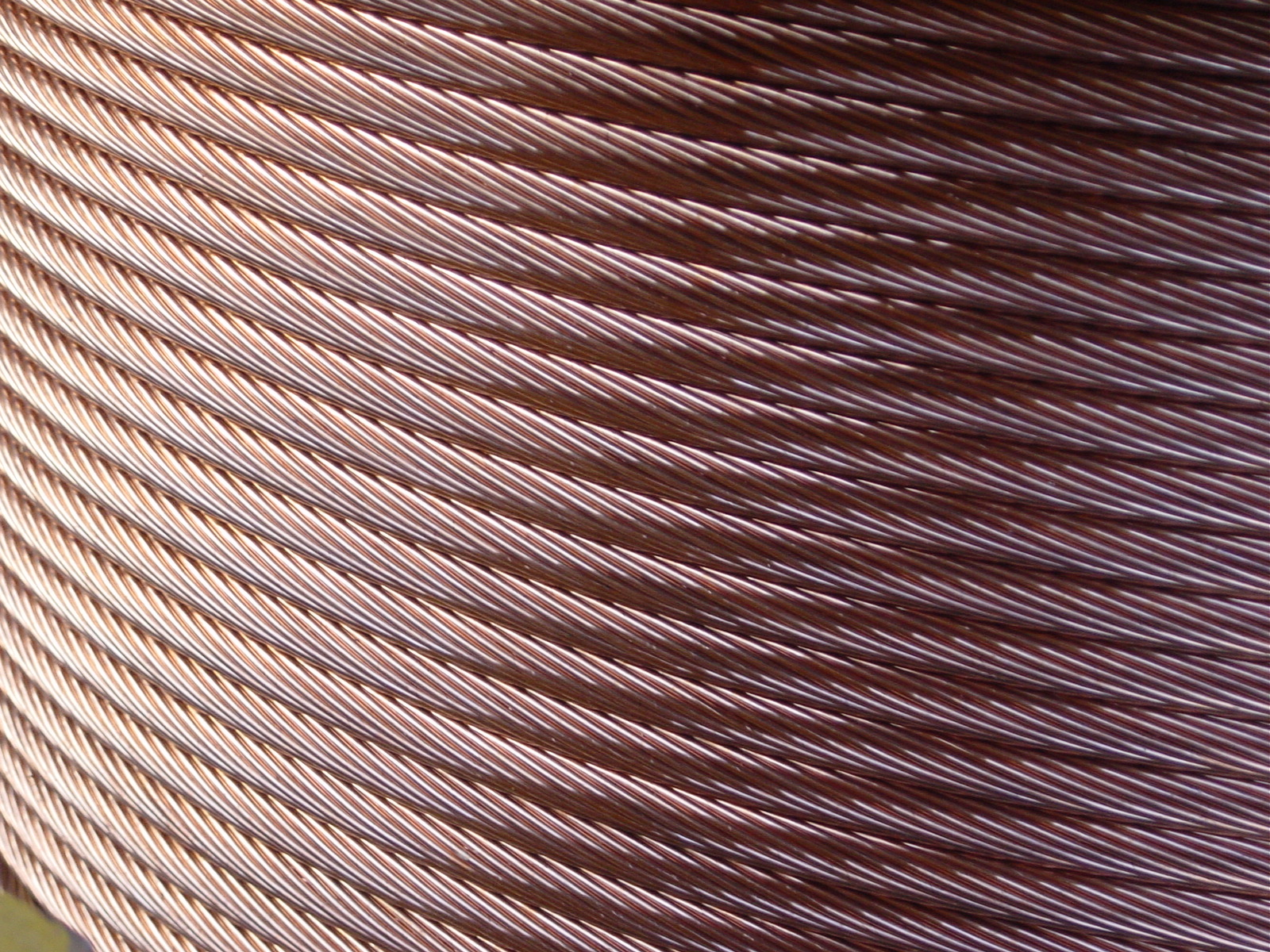
كابل نحاسي

خاصية التوصيل الكهربائية هي مقياس لجودة توصيل مادة ما لـشحنة كهربائية. وهذه هي الخاصية الأساسية في أنظمة الأسلاك الكهربائية. فالنحاس يتمتع بأعلى تصنيف في جودة التوصيل الكهربائي من بين جميع المعادن غير الثمينة (التوصيل الكهربائي للنحاس = 101% المعيار الدولي للنحاس الصلب (المعيار الدولي للنحاس الصلب)؛ المقاومية الكهربائية للنحاس = 16.78 nΩ•m في 20 درجة مئوية) يحقق النحاس الإلكتروني الخالي من الأكسجين كحد أدنى نسبة 101% من المعيار الدولي للنحاس الصلب.
تساعد نظرية الحالة الصلبة للمعادن،  في تفسير خاصية التوصيل الكهربائي العالي غير العادي للنحاس. ففي ذرة النحاس تمتلئ الأبعاد الأربعة لمنطقة الطاقة أو نطاق التوصيل للنصف فقط، لذا تكون العديد من الإلكترونات قادرة على حمل التيار الكهربائي. وعندما يُوصل الحقل الكهربائي بسلك نحاسي، يتسارع توصيل الإلكترونات تجاه الطرف الإيجابي الكهربائي، وبهذه الطريقة ينشأ التيار الكهربائي. ومن ثم تواجه هذه الإلكترونات مقاومة من خلال الاصطدام مع ذرات الشوائب والشواغر والأيونات الشعرية والعيوب. حيث تُعرف متوسط المسافة المجتازة بين الاصطدامات، بـ "المسار الحر الوسطي"، الذي يتناسب عكسيًا مع المقاومية المعدنية. وتتمثل الخاصية الفريدة من نوعها للنحاس في المسار الحر المتوسط الطويل (حوالي 100 مباعدة ذرية في درجة حرارة الغرفة). ويتزايد هذا المسار الحر المتوسط بشكل سريع مع تبريد النحاس.
ونتيجة لقدرته الفائقة على التوصيل، أصبح النحاس المتخمر هو المعيار الدولي الذي من خلاله يتم مقارنة الموصلات الكهربائية الأخرى. ففي عام 1913م، حددت اللجنة الدولية للتقانة الكهربائية مقاومية النحاس في المعيار الدولي للنحاس الصلب (المعيار الدولي للنحاس الصلب) بـ 100%. وتُستخدم حاليًا الموصلات النحاسية في صنع الأسلاك التي تتجاوز 100% من المعيار الدولي للنحاس الصلب.

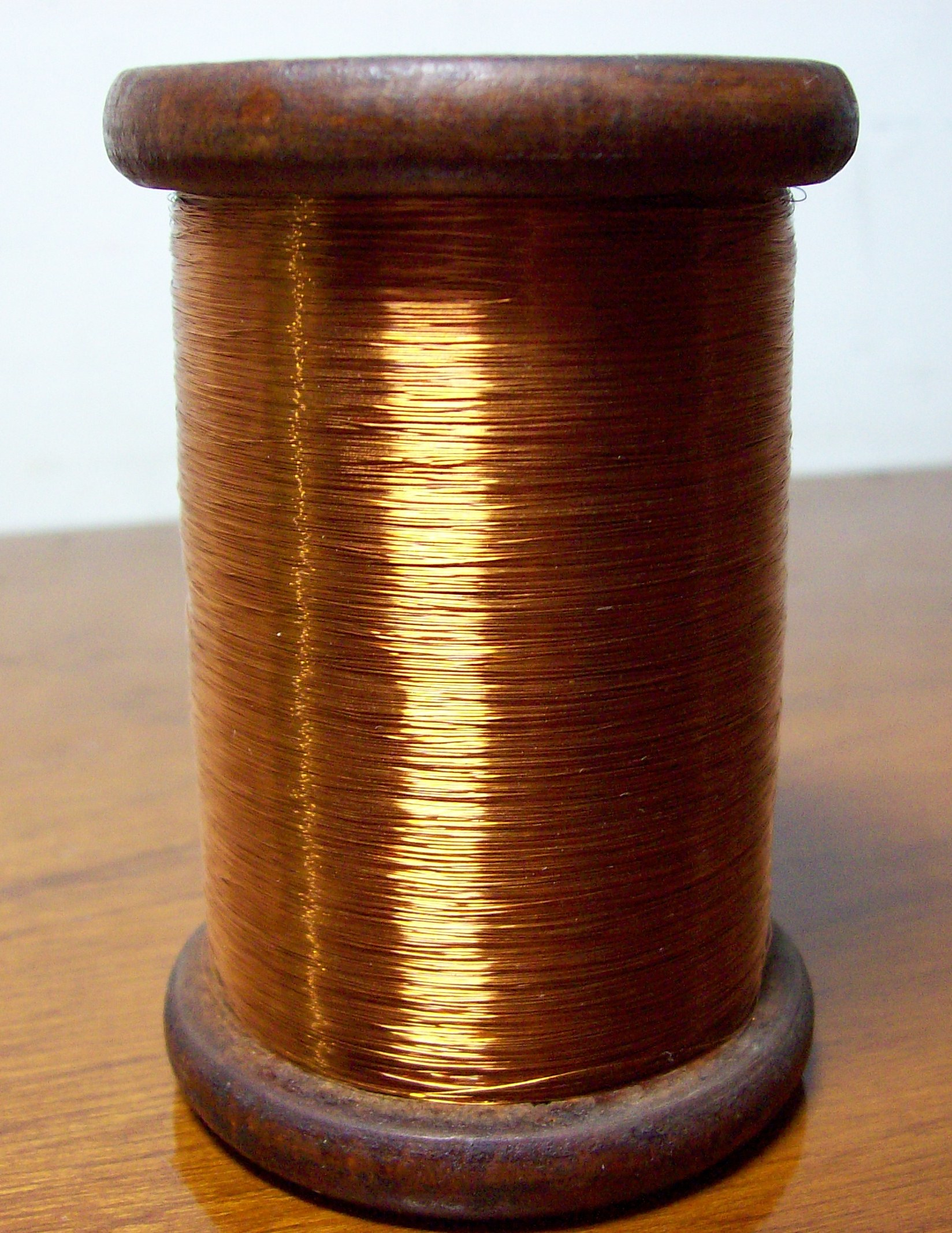
الأسلاك النحاسية النقية.